# Galearctus kitanoviriosus
Galearctus kitanoviriosus is een tienpotigensoort uit de familie van de Scyllaridae. De wetenschappelijke naam van de soort is voor het eerst geldig gepubliceerd in 1962 door Harada.